# Aripeka
Aripeka è un census-designated place (CDP) degli Stati Uniti d'America, situato in Florida, diviso tra la contea di Pasco e la contea di Hernando.